# Заводовский, Михаил Николаевич
Михаи́л Никола́евич Заводо́вский (1891—1941) — советский деятель здравоохранения, педагог, председатель Исполнительного комитета Петрозаводского городского Совета рабочих, крестьянских и красноармейских депутатов (1918—1919).

## Биография
Русский. Родился 16 ноября 1891 г. в г. Петрозаводске. Отец — помощник повенецкого уездного исправника (в 1903 г. уволился со службы и стал работать музыкантом в петрозаводских кинотеатрах). Мать — домохозяйка.
Окончил Олонецкую губернскую гимназию с серебряной медалью и в 1910 г. поступил на медицинский факультет Казанского университета. Ещё в гимназии, с 1905 г., участвовал в политической жизни страны (забастовках, нелегальных собраниях, распространении социалистической литературы).
С января 1915 по август 1916 г. служил в центральной анатомо-бактериологической лаборатории Красного Креста на Северо-Западном фронте в должности зауряд-врача, после чего вернулся в университет.
В марте 1917 г. участвовал в аресте командующего войсками Казанского военного округа А. Г. Сандецкого.
После окончания медицинского факультета Казанского университета в 1917 году, вернулся в Петрозаводск.
В 1917 г. вступил в партию левых эсеров, с августа 1918 г. РКП(б).
С июня 1917 г. — сотрудник и заместитель редактора «Известий Олонецкого губернского совета крестьянских, рабочих, солдатских депутатов».
С января 1918 г. — комиссар Олонецкого губернского врачебно-санитарного комиссариата.
С апреля 1918 г. — заведующий Петрозаводским отделом здравоохранения.
В мае 1918 года избран заместителем председателя исполнительного комитета Петрозаводского городского Совета рабочих, крестьянских и красноармейских депутатов 1-го созыва, с декабря 1918 года — председатель исполкома Совета 2-го созыва.
Участник Всероссийского съезда советов (1918 г.), Всероссийского съезда медсанотделов советов (1918), Всероссийсого съезда представителей губернских и городских советов (1919), Всекарельских съездов советов.
С апреля 1919 г. заведующий Олонецким губернским отделом здравоохранения.
В 1918—1919 гг. воевал в красногвардейском отряде и красном партизанском отряде на Толвуйском и Шунскгом фронтах.
С октября 1919 г. военком санитарной части 4 бригады на Северо-Западном фронте.
С марта 1920 г. помощник начальника 157-го головного армейского эвакопункта.
С января 1921 г. — заведующий жилищно-санитарной секцией Кароблздрава, госсанинспектор.
В 1922 г. — заведующий санитарно-статистическим подотделом Народного комиссариата здравоохранения Карельской АССР. Секретарь парторганизации Наркомздрава КАССР.
С 1937 г. заведующий центральной санитарно-бактериологической лабораторией.
Преподавал гигиену и другие предметы в Карельском медицинском политехникуме и Карельском педагогическом институте.
Участник Советско-финской войны — врач истребительного батальона. Погиб 4 декабря 1941 года в бою при обороне Медвежьегорска.

## Труды
- Заводовский М. Н. О возбудителе туберкулёза // Народное Здоровье. 1922. № 13/15. С.3-10.
- Заводовский М. Н. К вопросу о благоустройстве карельского села / М. Н. Заводовский ; Наркомздрав АКССР. — Петрозаводск, 1925. — 11 с.
- Заводовский М. Н. Обзор жилищного строительства в г. Петрозаводске АКССР за 1917—1924 гг. / М. Н. Заводовский ; Петрозаводский горсовет. — Петрозаводск : Издательство Петрозаводского горсовета, 1925. — 25 с.
- Заводовский М. Н. Опыт санитарной характеристики подвальных этажей г. Петрозаводска / М. Н. Заводовский; санитарно-эпидемологический отдел НКЗ АКССР. — Петрозаводск, 1924. — 16 с.
- Заводовский М. Н. Вымирающие жилища г. Петрозаводска / М. Н. Заводовский ; Наркомздрав АКССР. — Петрозаводск, 1925. — 22 с.
- Заводовский М. Н. Жилищно-санитарное благоустройство г. Петрозаводска / М. Н. Заводовский. — Петрозаводск, 1923. — 16 с.